# Saint-Aulaye
Saint-Aulaye è un comune francese soppresso e frazione del dipartimento della Dordogna nella regione della Nuova Aquitania. Dal 1º gennaio 2016 si è fuso con il comune di Puymangou per formare il nuovo comune di Saint-Aulaye-Puymangou, del quale è comune delegato.

## Società

### Evoluzione demografica
Abitanti censiti